# مجموعة كمباري
مجموعة كامباري (بالإيطالية: Gruppo Campari) هي شركة متعددة الجنسيات مقرها إيطاليا تنتج المشروبات الكحولية وغير الكحولية. تضم المجموعة أكثر من 40 علامة تجارية تسوق وتوزع في أكثر من 190 بلداً. تنقسم عمليات المجموعة إلى ثلاث شرائح : الكحوليات والنبيذ و المشروبات الغازية.